# (37639) 1993 VR1
1993 في أر 1 (ويعرف أيضًا باسم (37639) 1993 في أر 1 وفق تسمية الكوكب الصغير) (بالإنجليزية: 1993 VR1)‏ هو كويكب ضمن حزام الكويكبات؛ وترتيبه 37639 من حيث الاكتشاف.
اكتُشف هذا الجُرم الفلكي بواسطة هيروشي كانيدا في 11 نوفمبر 1993.

## وصلات خارجية
- (37639) 1993 VR1 في قاعدة بيانات مختبر الدفع النفاث لأجرام النظام الشمسي الصغيرة

- الاكتشاف · مخطط المدار ·  العناصر المدارية · المعلمات المادية

- (37639) 1993 VR1 على موقع ويكي سكاي: DSS2, SDSS, GALEX, IRAS, Hydrogen α, X-Ray, Astrophoto, Sky Map, Articles and images